# Gare de Montmédy

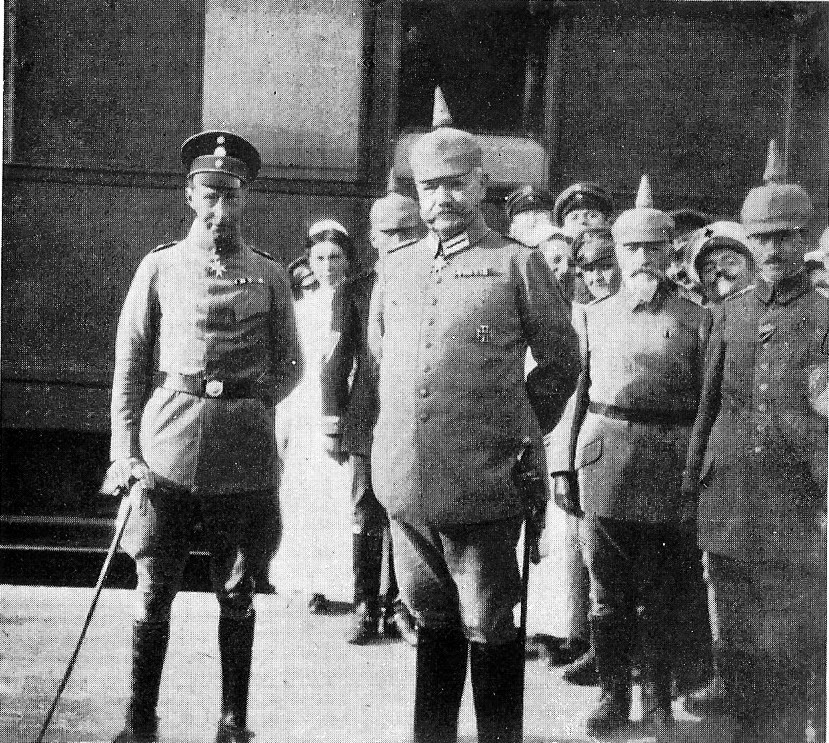
Hindenburg à la gare

La gare de Montmédy est une gare ferroviaire française de la ligne de Mohon à Thionville située sur le territoire de la commune de Montmédy dans le département des Meuse, en région Grand Est.
C'est une gare de la Société nationale des chemins de fer français (SNCF), desservie par des trains TER Grand Est.

## Situation ferroviaire
Établie à 199 m d'altitude, la gare de Montmédy est située au point kilométrique 207,225 de la ligne de Mohon à Thionville, entre les gares ouvertes de Carignan et de Longuyon. C'est une ancienne gare de bifurcation, origine de la ligne de Montmédy à Écouviez (déclassée).

## Histoire
Le prince héritier a reçu dans la gare, le 7 septembre 1916, le feld-maréchal v. Hindenburg et son général Ludendorff lors de leur première venue sur le sol français.
Elle était desservie par des lignes secondaires de la Société générale des chemins de fer économiques (SE) en direction de Verdun par Écurey-Peuvillers, de Damvillers et de Marville.

## Fréquentation
Selon les estimations de la SNCF, la fréquentation annuelle de la gare figure dans le tableau ci-dessous
.
|           | 2015  | 2016  | 2017  | 2018  | 2019  | 2020  | 2021  | 2022  | 2023  | 2024  |
| --------- | ----- | ----- | ----- | ----- | ----- | ----- | ----- | ----- | ----- | ----- |
| Voyageurs | 9 503 | 8 207 | 7 056 | 4 739 | 5 546 | 2 001 | 2 984 | 4 704 | 9 215 | 7 699 |

## Service des voyageurs

### Accueil
Gare SNCF, elle dispose d'un bâtiment voyageurs, avec guichet, ouvert tous les jours. Elle est équipée d'automates pour l'achat de titres de transports.

### Desserte
Montmédy est desservie par des trains du réseau TER Grand Est (relations de Reims à Longwy et à Metz-Ville, et de Charleville-Mézières à Longwy).

### Intermodalité
Un parking pour les véhicules y est aménagé. Elle est desservie par des autocars TER Grand Est (ligne de Montmédy à Longuyon).